# Équipe cycliste BelAZ
L'équipe cycliste BelAZ est une équipe cycliste bélarusse, ayant le statut d'équipe continentale lors de sa seule année d'existence en 2021.

## Histoire de l'équipe
L'équipe est formée autour de l'équipe nationale de cyclisme sur piste de Biélorussie. L'ancien champion du monde du contre-la-montre Vasil Kiryienka est nommé responsable de l'équipe.
En 2022, l'équipe ne court plus avec une licence d'équipe continentale UCI.

## BelAZ en 2021[2]
| Cycliste              | Date de naissance | Nationalité | Équipe 2020                   |  |
| --------------------- | ----------------- | ----------- | ----------------------------- |  |
| Yauheni Akhramenka    | 30 juin 1995      | Biélorussie | Ferei Pro Cycling Team (2019) |  |
| Kanstantsin Bialiausk | 13 janvier 1998   | Biélorussie |                               |  |
| Kiryl Kavaliou        | 11 avril 2001     | Biélorussie |                               |  |
| Dzianis Mazur         | 19 avril 2000     | Biélorussie | Minsk Cycling Club (2019)     |  |
| Kiryl Prymakou        | 20 septembre 2001 | Biélorussie |                               |  |
| Raman Ramanau         | 3 juillet 1994    | Biélorussie | Minsk Cycling Club            |  |
| Tsikhan Shchamialiou  | 9 décembre 2000   | Biélorussie |                               |  |
| Aliaksei Shmantsar    | 12 mai 2000       | Biélorussie |                               |  |
| Hardzei Tsishchanka   | 16 août 1995      | Biélorussie |                               |  |
| Raman Tsishkou        | 2 décembre 1994   | Biélorussie |                               |  |